# Meri Arabidze
Meri Arabidze (en georgiano: მერი არაბიძე) (Samtredia, 25 de febrero de 1994) es una ajedrecista georgiana que ostenta los títulos de Maestra Internacional y Gran Maestra Femenina de la FIDE.
Ganó tres títulos en el Campeonato Mundial de Ajedrez de la Juventud: el Sub-10 en 2004, el Sub-12 en 2005 y el Sub-18 en 2011. Arabidze también ganó tres veces el Campeonato Europeo Juvenil de Ajedrez, en las categorías de niñas Sub-10 en 2004, Sub-12 en 2006 y Sub-14 en 2008.
Arabidze obtuvo el título de Maestra FIDE (WFM) en 2004, Maestra Internacional (WIM) en 2009, Gran Maestra (WGM) en 2012 y Maestra Internacional (IM) en 2014.
En 2014, en el Abierto de Moscú, ganó el torneo G, una prueba de todos contra todos para estudiantes femeninas.
Arabidze alcanzó los cuartos de final del Campeonato Mundial Femenino de Ajedrez 2015, tras eliminar secuencialmente a Elisabeth Pähtz, Yaniet Marrero López y Victoria Cmilyte. Después perdió contra Dronavalli Harika.
Formó parte del equipo georgiano que ganó el Campeonato Mundial Femenino de Ajedrez por Equipos 2015. En esta competición también ganó la medalla de oro individual del tablero 3. Jugó para el equipo nacional georgiano también en el Campeonato Europeo Femenino de Ajedrez por Equipos en 2013 y 2015, ganando una medalla de bronce por equipos en 2015.